# Baimaclia, Căușeni
Baimaclia este satul de reședință al comunei cu același nume  din raionul Căușeni, Republica Moldova.

## Istorie
Satul Baimaclia a fost menționat documentar în anul 1770. Toponimul reprezintă la origine denumirea unor subdiviziuni tribale tătărești baimakly, fiind modificat finalul – ly în – lia.

## Geografie
Satul are o suprafață de circa 2.54 kilometri pătrați, cu un perimetru de 8.42 km. Distanța directă până în or. Căușeni este de 36 km. Distanța directă până în or. Chișinău este de 48 km.

## Demografie

### Structura etnică
Structura etnică a satului Baimaclia conform recensământului populației din 2004:
| Grup etnic                                               | Populație | % Procentaj  |
| -------------------------------------------------------- | --------- | ------------ |
| Băștinași declarați Moldoveni Băștinași declarați Români | 1876 66   | 95,42% 3,36% |
| Ucraineni                                                | 15        | 0,76%        |
| Ruși                                                     | 6         | 0,31%        |
| Găgăuzi                                                  | 2         | 0,10%        |
| Alții                                                    | 1         | 0,05%        |
| Total                                                    | 1966      |              |